# Paul Bacon
Paul Bacon (* 25. Dezember 1923 in Ossining, Westchester County, New York; † 8. Juni 2015 in Beacon, New York) war ein US-amerikanischer Autor, Art Director, Buchillustrator, Grafikdesigner, bekannt durch die von ihm entworfenen Albumcover der Jazzlabel Blue Note und Riverside Records. Bacon war daneben auch als Jazzsänger aktiv.

## Leben
Bacon wuchs im Raum New York und ab 1939 in Newark (New Jersey) auf, wo er die Newark Arts High School besuchte und noch vor Kriegsausbruch bei einer Werbeagentur arbeitete. Nach seinem Militärdienst im Pazifik zog er nach New York City; er kam über seine Jugendfreundin LorIaine Stein mit Alfred Lion in Kontakt. Ende der 1940er Jahre schrieb er Kolumnen für das von Bill Grauer gegründete Magazin The Record Changer, für das er später auch Illustrationen zeichnete. Seine erste Besprechung war 1945 ein Album von Erroll Garner.
Die Einführung der 10-inch und schließlich der 12-inch-Langspielplatten seit Ende der 1940er Jahre gab Grafikdesignern wie Bacon neue Arbeitsmöglichkeiten; er schuf die Hüllen der frühen Blue Note-Alben zunächst des traditionellen Jazz von James P. Johnson, Sidney Bechet, Meade Lux Lewis, Vic Dickenson und Albert Ammons; es folgten Cover-Graphiken für Alben des Modern Jazz mit Bud Powell (The Amazing Bud Powell), Miles Davis, Fats Navarro (Memorial Album), James Moody and His Modernists, Milt Jackson (Wizard of the Vibes), Dizzy Gillespie (Horns of Plenty), Gil Mellé und Thelonious Monk (Genius of Modern Music), den er 1948 kennenlernte und ihm den zuerst in der französischen Zeitschrift Jazz Hot 1948 erschienenen Essay High Priest of Be-Bop - The Inimitable Mr. Monk widmete.
Die Cover-Illustrationen von Bacon und John Hermansader in Verbindung mit den Fotografien von Francis Wolff prägten die Gestalt der frühen Blue-Note-Veröffentlichungen, bis das Design von Reid Miles eine neue Richtung einschlug. Ab 1954 gestaltete Bacon Albencover für Riverside Records; seine erste Arbeit für Grauer und Orrin Keepnews war Randy Westons Cole Porter in a Modern Mood. Für Riverside folgten bis Anfang der 1960er Jahre Cover-Illustrationen für LPs von Bill Evans (Everybody Digs Bill Evans), Sonny Rollins (The Sound of Sonny und Freedom Suite), Chet Baker Sings, Another Side of Benny Golson und erneut Thelonious Monk (Bacon wirkte mit den Fotografen Paul Weller und dem Art Director Harris Lewine an der Gestaltung des legendären Monk’s Music-Covers mit dem Pianisten auf dem roten Bollerwagen mit).
In seinen späteren Jahren war Bacon vorwiegend als Buchumschlag-Illustrator aktiv. Er arbeitete für große New Yorker Verlage wie Simon and Schuster und gestaltete Umschläge für Bücher von Ernest Hemingway, Eric Ambler, William Golding, Norman Mailer, Joseph Heller (Catch-22), Kurt Vonnegut (Schlachthof 5 oder Der Kinderkreuzzug), E. L. Doctorow, Ken Kesey, Michael Crichton oder Philip Roth (Portnoys Beschwerden); insgesamt entwarf er über 7000 Schutzumschläge.
Neben seinen Aktivitäten als Designer, Art Direktor und Buchillustrator trat Paul Bacon seit Ende der 40er Jahre bis ins hohe Alter als Jazzsänger (im Stil von Red McKenzie) in New Yorker Jazzclubs auf und legte auch zwei Swingalben für Jazzology vor. In seiner Formation Paul Bacon & His Hot Combination spielten Keith Ingham, Vince Giordano, James Chirillo und Bill Reynolds. Regelmäßig dienstagabends trat er zwanzig Jahre lang als Sänger und am Kazoo mit der New Orleans Jazzband Stanly’s Washboard Kings im Lokal Cajun in New York City auf.
Nach einem Statement des AIGA (American Institute of Graphic Art) gilt er als einer der genre-bestimmenden Buchdesigner seiner Zeit.

## Diskographische Hinweise
- Swing me a Sing Song (Jazzology, 1996)
- Things Are Looking Up (Jazzology, 2002)